# 4639 Minox
A 4639 Minox (ideiglenes jelöléssel 1989 EK2) a Naprendszer kisbolygóövében található aszteroida. Tsutomu Seki fedezte fel 1989. március 5-én.